# Puchhof
Puchhof ist ein Ortsteil der Gemeinde Aholfing im niederbayerischen Landkreis Straubing-Bogen.

## Lage
Das Dorf Puchhof liegt im Gäuboden etwa zwei Kilometer südwestlich von Aholfing auf der Gemarkung Aholfing.

## Geschichte
Puchhof war seit dem 12. Jahrhundert im Besitz von Kloster Prüfening, dem die damit verbundene Hofmark Puch bis zur Säkularisation in Bayern gehörte. Die Vogteirechte gingen über die Grafen von Bogen und die Wittelsbacher an die Rainer, die sie 1328 an Cunrad den Nothaft verkauften. 1695 kam es zu einem Vertrag zwischen dem Hochstift Regensburg und dem Kloster Prüfening, in dem vereinbart wurde, dass für Amtshandlungen der Niedermotzinger Amtsknecht eingeschaltet werden sollte. Durch die Säkularisation in Bayern von 1803 kam Puchhof an das Landgericht Straubing.

## Sehenswürdigkeiten
- Schloss Puchhof. Die Dreiflügelanlage zu drei Geschossen entstand ab 1768 um einen Innenhof. Im Untergeschoss des Südflügels befindet sich die romanische Schlosskapelle vom Ende des zwölften Jahrhunderts.
- Neues Schloss Puchhof. Es wurde auf dem Grund des ehemaligen Bauernhofes Hardeck 1872 bis 1878 unter Gutsbesitzer Carl von Lang erbaut.

## Naturdenkmäler
- In der Feldflur südlich von Puchhof drei Eichen mit Brusthöhenumfängen von 7,00 m bis 7,90 m (2015).[2]